# The Dark Hours
The Dark Hours è un film del 2005 diretto da Paul Fox.

## Trama
La dottoressa Samantha Goodman è una psichiatra clinica che lavora con pazienti in un istituto per criminali pazzi. Negli ultimi tempi le cose per Sam non sono andate per il verso giusto: è stata violentemente attaccata da uno dei suoi pazienti (anche per il suo atteggiamento eccessivamente freddo e distaccato), il suo matrimonio con il marito David sta naufragando e lei ha un tumore cerebrale inoperabile che sta crescendo ad un ritmo allarmante (la diagnosi è di 12 mesi di vita).
Sam ha bisogno di un weekend lontano dalla città, ma quello che David ha scelto per lei non è particolarmente rilassante: una breve vacanza in una casa remota, dove David terminerà il suo ultimo libro con l'aiuto della sorella più giovane e attraente di Sam, Melody. Improvvisamente, bussa alla porta Adrian un giovane che si finge un turista in cerca di riparo dal freddo; poco dopo essere entrato in casa, spara al cane di famiglia e apre la porta ad Harlan Pyne.
Harlan è un condannato per reati sessuali e omicidio di un bambino, che è stato posto sotto la custodia di Sam nella clinica e non è stato contento del trattamento sperimentale che ha ricevuto; dopo essere fuggito, lui e Adrian l'hanno rintracciata e hanno deciso di vendicarsi costringendo Sam, Melody e David a partecipare a una serie di giochi strani e umilianti.
Approfittando dell'improvviso stato catatonico di Harlan (che è narcolettico) Sam circuisce Adrian e lo ammazza con un chiodo arrugginito. Harlan, risvegliatosi, ricomincia le torture, prima con David (che ammette il suo piano per sedurre Melody), poi con le due sorelle.
Sam ammette la verità: in clinica ha torturato Harlan perché l'uomo è affetto dal suo stesso tumore e lo ha usato come cavia per una cura sperimentale, mandandolo in coma.

## Riconoscimenti
- Miglior film al New York City Horror Film Festival (2005)
- Miglior film all'Austin Fantastic Fest (2005)